# 玉置玲央
玉置 玲央（たまおき れお、1985年〈昭和60年〉3月22日 - ）は、日本の俳優、声優、演出家。東京都出身。ゴーチ・ブラザーズ所属。所属劇団は柿喰う客。

## 来歴
2003年、私立関東国際高校 演劇科を卒業する。
2005年、『挿入ジェノサイド』より柿喰う客に参加し、2006年に柿喰う客の劇団化とともにメンバーとなる。以降、ほぼ全ての公演に出演している。2007年、演劇ユニットカスガイの活動を開始して主宰し、全ての公演で原案・演出を担当する。
2019年には、映画『教誨師』にて第73回毎日映画コンクール スポニチグランプリ新人賞を受賞した。
2021年に、元乃木坂46で女優の若月佑美と結婚した。

## 人物
- 特技：運動全般[4]。公式プロフィールにはないが、ドローイングに非凡な才能がある[5]。主宰する劇団ユニットカスガイの劇団ロゴデザインや各公演のレタリングも外部に頼らず自らで行っている。旗揚げ公演の『リビング』では演出、出演の他、宣伝美術も担当し佐藤佐吉賞優秀宣伝美術賞を受賞している。
- 靴のサイズ：27.5cm。酒は一滴も飲めないが、その代わりコーラの愛飲者。喫煙者で、兄が1人いる。
- 柿喰う客 第7回公演『他人の不幸』の仕込み中、歯をくいしばったとき上顎側切歯を部分的に欠損、現在差し歯。たまに差し歯を外しているときがある。
- 2013年7月時点、視力は左右0.1前後。普段は度入りの眼鏡をしている。
- ドラマ『サギデカ』にてヌードを披露した。
- 俳優になったきっかけは高校進学のとき、3次募集の選択肢が韓国語、ロシア語と演劇科の3つで結果、演劇科を選択。高校卒業後は裏方業に従事したが、段々と俳優業の比率が高まり専念する事に。なお、在校中から演出することも始めている。
- 好きな漫画家は新井英樹、日本橋ヨヲコ、荒木飛呂彦、今敏、松本大洋。

## 出演

### 舞台
- 柿喰う客「挿入ジェノサイド」（2005年）
- 柿喰う客「他人の不幸」[注 1]王子小劇場（2006年）
- 時間堂「三人姉妹」王子小劇場（2008年）
- 柿喰う客企画公演 七味まゆ味 一人芝居「いきなりベッドシーン」玉置玲央 一人芝居「いまさらキスシーン」王子小劇場（2008年11月）
- in→dependent theater PRODUCE#12 INDEPNDENT:08 参加 玉置玲央 一人芝居「いまさらキスシーン」インディペンデントシアター2nd（2008年11月）
- 箱庭円舞曲「メガネに騙された」OFFOFFシアター（2009年2月-3月）
- 柿喰う客「恋人としては無理」（2009年3月） - 福岡、大阪公演のみ参加
- カスガイ 1st connect「リビング」[注 2]王子小劇場（2009年4月） - 原案・演出・出演（不動産仲介業者 役）（脚本：登米裕一（キリンバズウカ））
- 劇団競泳水着「NOT BAD HOLYDAY」シアターグリーンBASEシアター（2009年5月）
- カニクラ「73&88」アトリエヘリコプター（2009年7月）
- 柿喰う客「悪趣味」シアタートラム（2009年9月）
- ホチキス「いらない里」吉祥寺シアター（2009年11月）
- 柿喰う客×三重県文化会館 スポーツ演劇「すこやか息子」王子小劇場ほか（2009年12月）
- 柿喰う客「宴会芸レーベル」御堂会館（2010年1月）
- monophonic orchestra「センチメンタリ」STスポット（2010年2月）
- 柿喰う客「The Heavy User」仙行寺（東京）ほか海外公演（2010年2月）
- 箱庭円舞曲「とりあえず寝る女」駅前劇場（2010年4月）
- 柿喰う客「八百長デスマッチ」タイニイアリス ほか（2010年4月）
- ジェットラグプロデュース「幸せを踏みにじる幸せ」タイニイアリス（2010年5月）
- 柿喰う客「Wannabe」アトリエ春風舎 ほか（2010年6月）
- mitsudomoe リーディング公演「あなたに似た人」（2010年8月）
- コマツ企画「よわいもんいじめ」（2010年9月）
- 「ROSE+」reset-N 下北沢ザ・スズナリ（2010年11月）
- 柿喰う客「愉快犯」東京芸術劇場小ホール2 ほか（2011年1月）
- シーラカンスプロデュース「戯伝写楽－その男、十郎兵衛－」吉祥寺シアター（2011年3月）
- 箱庭円舞曲 第十六楽章「珍しい凡人」駅前劇場（2011年5月）
- リーディング公演「100万回生きたねこ」水天宮ピット 大スタジオ（2011年6月）
- 一心寺シアター倶楽プロデュース「飛龍伝」[9]（2011年6月） - 山﨑一平 役
- in→dependent theatre PRODUCE INDEPENDENT:2ndSeasonSelection JAPAN TOUR 参加 玉置玲央 一人芝居「いまさらキスシーン」大阪 インディペンデントシアター2ndほか（2011年7月-9月）
- 石井光三オフィスプロデュース「オーデュボンの祈り」（2011年9月-10月）
- 柿喰う客「検察官」日韓演劇交流プロジェクト2011（2011年11月）
- 柿喰う客 玉置玲央 一人芝居「いまさらキスシーン」学習院女子大学Performing Arts Festival2011 感劇市場（2011年11月）
- シーラカンスプロデュース Vol.1「戯伝写楽－その男、十郎兵衛－」全労済ホールスペース・ゼロ（2012年2月）
- 「ロミオ&ジュリエット」（原作／ウィリアム・シェイクスピア　翻訳／松岡和子 上演台本／青木 豪　演出／ジョナサン・マン）（赤坂ACTシアター／大阪）（2012年5月）
- パルコ・プロデュース「露出狂」PARCO劇場（2012年7月-8月）
- 「INDEPENDENT：FUK」招聘「いまさらキスシーン」博多ぽんプラザホール（2012年8月）
- monophonic orchestra「富裕」新宿眼科画廊スペースO（2012年8月）
- 東京芸術劇場リニューアル記念 東京福袋 一人芝居「いまさらキスシーン」東京芸術劇場シアターウェスト（2012年9月）
- 柿喰う客「無差別」東京芸術劇場シアターイースト ほか（2012年9月） - 族谷狗吉（ヤカラヤ イヌキチ）役
- 「こどもの一生」[10]パルコ劇場 ほか（2012年11月-12月）
- GORCH BROTHERS PRESENTS「飛龍伝」本多劇場（2013年1月） - 主演・山崎一平 役（黒木華とのダブル主演）[11][12]
- 箱庭円舞曲 番外公演 focus#3「円」こまばアゴラ劇場（2013年2月-3月）
- カスガイ 2nd connect「BITE（バイト）」[13]（2013年6月12日-23日、東京 テアトルBONBON/ 6月28日-7月1日、大阪 インディペンデントシアター2nd） - 原案・演出・出演（井上良雄 役）（脚本：喜安浩平）
- 「真田十勇士」[14]赤坂ACTシアター ほか（2013年8月-10月） - 穴山小介 役
- CATプロデュース「SEMINAR／セミナー」[15]紀伊國屋ホール ほか（2013年12月） - マーチン 役
- 柿喰う客「世迷言」[16]本多劇場 ほか（2014年1月-2月）
- T Factory 「荒野のリア」[17]吉祥寺シアター(2014年3月) - エドガー 役
- 青山円劇カウンシル「赤鬼」[18]青山円形劇場(2014年6月) - ミズカネ 役
- KOKAMI@network 「朝日のような夕日をつれて2014」[19]紀伊国屋ホール ほか（2014年7月-9月） - 少年 役
- 柿喰う客×パルテノン多摩「たまらんファウスト」[20]パルテノン多摩 水上ステージ(2014年9月)
- ベッド＆メイキングス「サナギネ」[21]青山円形劇場(2014年11月) - ハリー / エンジョウジ 役
- 「真田十勇士」[14]赤坂ACTシアター ほか（2015年1月-2月） - 穴山小介 役
- こまつ座第109回公演「戯作者銘々伝」[22]紀伊國屋サザンシアター(2015年5月-6月) ほか - 幸吉 役
- 柿喰う客「天邪鬼」[23]本多劇場 ほか (2015年9月-10月) - あまの・じゅんや 役
- 演劇計画II－戯曲創作－「また愛か」[24]京都芸術センター(2015年10月-11月) - 虹村 良郎 役
- 残酷歌劇「ライチ☆光クラブ」[25]AiiA 2.5 Theater Tokyo(2015年12月) - タミヤ 役
- 「夢の劇 －ドリーム・プレイ－」[26]KAAT神奈川芸術劇場 ほか (2016年4月-5月) - 若年の士官、彼 役
- 柿喰う客フェスティバル「いまさらキスシーン」「フランダースの負け犬」[27]王子小劇場 (2016年6月) - 三御堂島ひより、クルック 役
- 「イヌの日」[28]ザ・スズナリ (2016年8月) - 広瀬 幸司 役
- 「季節が僕たちを連れ去ったあとに」[29]六行会ホール（2016年11月） - 山田太一 役
- 柿食う客「虚仮威」[30]本多劇場 ほか（2016年12月-2017年1月） - 一太郎 役
- 「K.テンペスト2017」[31]まつもと市民芸術館 ほか（2017年2月-3月） - アントーニオ 役
- モノモース「エンドルフィン」こまばアゴラ劇場 ほか（2017年5月-6月）[32] - 少年 役 他
- 演劇集団キャラメルボックス サマープレミア「スロウハイツの神様」サンシャイン劇場 （2017年7月）[33] - 狩野壮太 役
- せんだい卸町アートマルシェ「いまさらキスシーン」せんだい演劇工房10-BOX （2017年10月）[34] - 三御堂島ひより 役
- RooTS Vol.5 「秘密の花園」東京芸術劇場 シアターイースト （2018年1月-2月）[35] - かじか 役
- 杜の都の演劇祭2017コラボレーションプログラム「臥竜の天」仙台勝山館 日本料理 醇泉 （2018年2月）[36] - 伊達政宗 役
- CAT PRODUCE「テイク・ミー・アウト 2018」DDD青山クロスシアター （2018年3月-5月）[37] - メイソン・マーゼック 役
- 新国立劇場 開場20周年記念　2017/2018シーズン「夢の裂け目」新国立劇場 小劇場 （2018年6月）[38] - 三郎 役
- Kawai Project vol.5「お気に召すまま」シアタートラム ほか（2018年9月）[39] - オーランドー 役
- せんだい卸町アートマルシェ2018 「いまさらキスシーン」せんだい演劇工房10-BOX （2018年10月）[40] - 三御堂島ひより 役
- なんごう小さな芸術祭「くじらむら」八戸市南郷文化ホール（2019年10月）[41] - サブロウ 役
- 舞台「鉄コン筋クリート」天王洲 銀河劇場 （2018年11月）[42] - 沢田四郎 役
- J-WAVE30周年×ゴジゲン10周年企画公演「みみばしる」本多劇場 ほか （2019年2月）[43] - ダッシュ小池 役
- キャラメルボックス2019 スプリングツアー「スロウハイツの神様」サンシャイン劇場 ほか（2019年3月-4月)[44] - 狩野壮太 役
- 柿喰う客「御披楽喜」本多劇場 ほか（2019年9月）[45] - 鹿伏太郎 役
- 「相対的浮世絵」本多劇場 ほか（2019年10月-11月）[46] - 遠山大介 役
- PARCO劇場オープニング・シリーズ「ゲルニカ」PARCO劇場 ほか（2020年9月-10月）[47] - 人民戦線軍
- パルコ・プロデュース2021「Birdland」PARCO劇場 ほか（2021年9月-10月）[48] - ジョニーほか
- 柿喰う客 新作本公演2022「空鉄砲」ザ・スズナリ ほか（2022年1月）[49] - 御幸 役
- COCOON PRODUCTION 2022 NINAGAWA MEMORIAL『パンドラの鐘』シアターコクーン ほか（2022年6月-7月） - ハンニバル 役[50]
- 彩の国シェイクスピア・シリーズ「ジョン王」シアターコクーン ほか（2022年12月-2023年2月）[51] - コンスタンス 役
- 舞台『ダブル』紀伊國屋ホール（2023年4月） - 鴨島友仁 役[52]
- PARCO PRODUCE 2024「リア王」東京芸術劇場 プレイハウス ほか（2024年3月-5月） - エドマンド 役[53][54]
- 柿喰う客 新作本公演2024「殺文句」（2024年5月-6月）[55]
- KOKAMI@network vol.20「朝日のような夕日をつれて2024」紀伊國屋ホール ほか（2024年8月-9月）[56]
- 舞台「Take Me Out」2025 よみうりホール ほか（2025年5月-6月） - メイソン・マーゼック 役[57]
- 朗読劇リーガルシリーズ佐方貞人「検事の本懐」草月ホール（2025年8月公演予定）[58]
- 二兎社公演49「狩場の悲劇」紀伊國屋サザンシアター TAKASHIMAYA 他（2025年11月）[59]

### テレビドラマ
- オトコの子育て 第4話（2007年11月16日、ABCテレビ・テレビ朝日系）
- 連続ドラマW ヒトリシズカ 第2話（2012年10月28日、WOWOW） - 加賀誠 役
- 救命病棟24時 第5シリーズ 第1話・第2話（2013年7月9日・16日、フジテレビ） - 坂本篤 役
- 足尾から来た女 前編（2014年1月18日、NHK総合） - 大杉栄 役
- 連続テレビ小説（NHK総合）
  - 花子とアン[60]（2014年6月） - 田中 役
  - おかえりモネ（2021年） - 沢渡公平 役[61]
- HERO 最終話（2014年9月22日、フジテレビ） - 滝翔太 役
- 連続ドラマW グーグーだって猫である 第2話（2014年10月25日、WOWOW）
- ドラマスペシャル 遺留捜査（2015年5月17日、テレビ朝日）
- 探偵の探偵 第1話・第2話、第4話（2015年7月9日・16日、7月30日、フジテレビ）
- 美女と男子 第18話・最終話（2015年8月11日・25日、NHK総合） - ケンタロー 役
- 大河ドラマ（NHK総合）
  - 真田丸 第2回、第4回・第5回（2016年1月17日、1月31日・2月7日） - 織田信忠 役
  - 麒麟がくる 第5回・第6回（2020年2月16日・23日） - 伊平次 役[62]
  - 光る君へ 第1回 - 第18回（2024年1月7日 - 5月5日） - 藤原道兼 役[63]
- コピーフェイス〜消された私〜[64]（2016年11月18日 - 12月23日、NHK総合） - 朝倉洋人 役
- 立花登青春手控え2[65] 第3話（2017年4月21日、NHK BSプレミアム） - 芳蔵 役
- 相棒 Season16[66] 第3話（2017年11月1日、テレビ朝日） -  牧野準 役
- 都庁爆破![67]（2018年1月2日、TBS） - 畑中 役
- モブサイコ100[68] 第2話（2018年1月26日、テレビ東京） - 井上 役
- 遺留捜査 第5シリーズ 第8話（2018年9月6日、テレビ朝日） - 松野雄司 役
- 平成ばしる[69]（2018年12月29日、テレビ朝日） - 浜口 役
- ゾンビが来たから人生見つめ直した件 第5話 - 最終話（2019年2月16日 - 3月9日、NHK総合） - 防護服の男 役
- TWO  WEEKS（2019年7月16日 - 9月17日、カンテレ・フジテレビ系） - ホンダ 役
- サギデカ 第1話 - 第4話（2019年8月31日 - 9月21日、NHK総合） - 店長・佐藤を名乗る男（内海大樹） 役
- 半沢直樹II・エピソードゼロ～狙われた半沢直樹のパスワード～（2020年1月3日、TBS） - 来栖誠也 役
- 伝説のお母さん[70]（2020年2月1日 - 3月21日、NHK総合） - モブ 役
- 恋する母たち（2020年10月23日 - 12月18日、TBS） - 蒲原繁樹 役[71]
- シェフは名探偵 第1話（2021年5月31日、テレビ東京） - 鶴岡正 役
- ひきこもり先生 （2021年6月12日 - 7月10日、NHK総合） - 依田浩二 役
- エンディングカット（2022年3月19日放送、NHK総合） - 細川達也 役
- 特集ドラマ「風よ あらしよ」（2022年3月31日、NHK BS8K / 2022年秋、NHK BSプレミアム・BS4K） - 村木源次郎 役
- ふたりのウルトラマン（2022年5月2日放送、NHK BSプレミアム） - 実相寺昭雄 役
- ちょこっと京都に住んでみた。（2022年7月7日 - 8月11日、テレビ大阪） - 吉田宗忠 役[72]
- 善人長屋 第3話（2022年7月22日、NHK BSプレミアム・BS4K） - 仙場和氏 役[73]
- 七人の秘書スペシャル（2022年10月2日、テレビ朝日） - 白崎幸司 役[74]
- 駐在刑事SP 2022（2022年10月17日、テレビ東京） - 川瀬将吾 役[75]
- 旅屋おかえり「兵庫編」（2023年2月1日･2日、NHK BSプレミアム） - 慶田盛元 役[76]
- 大奥 Season2「医療編」（2023年10月3日 - 31日、NHK総合） - 黒木 役[77][78]
- 激突!合戦将棋「姉川の戦い」（2023年12月15日、NHK大津 / 12月31日、NHK Eテレ） - 浅井長政 役
- NHKスペシャル「未解決事件 File.10 下山事件」（2024年3月30日、NHK総合） - 李中煥 役[79]
- TRUE COLORS（2025年1月5日 -、NHK BS・BSプレミアム4K） - 竹崎淳弥 役[80][81]
- キャスター（2025年4月13日 - 6月15日、TBS） - 梶原広大 役[82]
- しあわせな結婚（2025年7月17日 - 、テレビ朝日） - 布勢夕人 役[83]

### 配信ドラマ
- 全裸監督（2019年8月8日配信開始、Netflix）
- 恋する男たち 第3話（2020年11月6日、Paravi） - 蒲原繁樹 役
- 離婚しようよ 最終話（2023年6月22日配信開始、Netflix） - 若頭 役

### 映画
- 教誨師[84]（2018年10月6日公開） - 高宮真司 役
- バイプレイヤーズ 〜もしも100人の名脇役が映画を作ったら〜（2021年4月9日）
- 夜を走る（2022年5月13日） - 谷口 役
- あの子の夢を水に流して（2023年5月20日） - 恵介 役
- 風よ あらしよ 劇場版（2024年2月9日） - 村木源次郎 役[85]
- 夢の中（2024年5月10日） - 藤澤優一 役[86]

### ラジオドラマ
- NHKオーディオドラマ（NHK-FM）
  - 青春アドベンチャー「鷲の歌」（2014年6月2日 - 20日、全15回） - 比嘉 役[87]
  - FMシアター「レールバイク」（2015年3月28日） - 蓬田 役[88]
  - 青春アドベンチャー「白狐魔記　戦国の雲」（2015年8月24日 - 9月4日、全10回） - 不動丸 役[89]
  - FMシアター「極楽プリズン」（2020年1月11日） - トンボ 役[90]
  - FMシアター「巣ごもりな人々」(2020年6月20日）[91]
  - FMシアター「桜は、散らない！」（2023年6月10日） - 漆原正隆 役[92]
  - FMシアター「オレンジの誓い」（2024年2月17日）[93]
  - 青春アドベンチャー「風のスケッチブック」（2024年5月6日 - 10日、全5回）[94]
  - FMシアター ｢坂多き 僕らの町に 照り降り雨｣（2024年11月2日） - 賢人 役[95]
- TOKYO FM「ポップコーン・オン・ザ・ギンザ1945-1952」[96]（2015年8月）
- TOKYO FM サンデースペシャル「終わった人」[97] （2017年3月26日、TOKYO FM）
- TOKYO FMサンデースペシャル「人生に文学を。」[98] （2017年11月19日、TOKYO FM） 語り・朗読
- TOKYO FM ミュージックシアター 「クリスマスの告白～6つの弦が織りなす物語」[99] （2017年12月24日、TOKYO FM）

### CM
- セキスイハイム東北株式会社 宮城支社（2011年） - 企業テレビCMナレーション
- テレビCM SONYデジタルビデオカメラ“ハンディカム” SR7/SR8
  - 「運動会+子ども篇」（2012年） - ナレーション
  - 「ブレないズーム篇」（2013年） - ナレーション

### PV
- OKAMOTO'S 「マジメになったら涙が出るぜ」（2012年）

## その他

### ワークショップ
- 「俳優育成ワークショップ2010」- 講師
- 「玉置玲央のワークショップ＠福岡」[100]FPAP （2012年8月13日-14日）
- 「玉置玲央のワークショップ2013」[101] （2013年4月25日-29日）
- 「玉置玲央のワークショップ2013秋」[102] （2013年11月1日-4日）
- 「玉置玲央のヤリガイ」[103] 東京他各地 （2014年12月～）

### その他
- エッセイの連載 シアターガイド「わたしの今月」（2010年12月-2011年5月）